# Zapped. Волшебное приложение
«Zapped. Волшебное приложение» (англ. Zapped) — американский телефильм, премьера которого состоялась 27 июня 2014 года на канале «Disney Channel».

## Сюжет
Студентка и танцовщица Зои Стивенс после переезда с трудом приспосабливается к изменениям в её жизни — новой школе, команде танцоров, отношениям в семье. Всё меняется, когда она обнаруживает, что необычные свойства приложения на её смартфоне могут помочь всё исправить.

## В ролях
- Зендая — Зои Стивенс
- Спенсер Болдмэн — Джексон Кейл
- Эмилия Маккарти — Тэйлор Дин
- Адам Димарко — Адам Томпсон
- Шанель Пепосо — Рейчел Тодс
- Лоуриза Тронку — Юки
- Джедидиа Гудакр — Трип
- Алекс Паунович — Тэд
- Уильям Айнско — Бэн

## Награды и номинации
- 2015 — 3 премии «Leo Awards» в категориях «Best Picture Editing in a Television Movie or Miniseries», «Best Television Movie» и «Best Picture Editing in a Television Movie», номинация в категории «Best Direction in a Television Movie»[2].
- 2015 — 2 премии «Молодой актёр» в категориях «Best Performance in a TV Movie, Miniseries or Special — Leading Young Actor» и «Best Performance in a TV Movie, Miniseries or Special — Leading Young Actress», номинация в категории «Best Performance in a TV Movie, Miniseries or Special — Leading Young Actor»[3].